# Костенок Ігор Володимирович
Ігор Володимирович Костенок — проросійський політик, український колабораціоніст з Росією, міністр освіти і науки маріонеткової Донецької Народної Республіки.

## Життєпис
З 1994 р. — доцент кафедри менеджменту Донецького державного університету управління.
З 1996 р. — член правління організації «Європейський вибір».
У 2000-х рр. тісно співпрацював з Р. Ахметовим.
З 2014 р. працює міністрои освіти і науки самопроголошеної Донецької Народної Республіки.
Оголосив введення російської навчальної програми у школах та вишах, а також повернення до 5-бальної системи оцінювання.